# Crytea gilvicornis
Crytea gilvicornis là một loài tò vò trong họ Ichneumonidae.